# Paul Gateaud
Paul Gateaud, (Pierre Maurice Paul Gateaud, d'après son acte de naissance) né à Ozolles (Saône-et-Loire) le 11 janvier 1889, est un syndicaliste et résistant français. Il meurt fusillé par les Allemands le 9 juin 1944.

## Approche biographique

### Le syndicaliste des PTT
Originaire du département de Saône-et-Loire, où il naît fils d'un jardinier, Paul Gateaud entre aux PTT en tant que commis. Par concours ou avancement, il est promu rédacteur en 1929, à Lons-le-Saunier, puis inspecteur à Mâcon en 1931. Il accomplit la guerre de 1914-1918 à la télégraphie militaire puis à la Poste aux Armées.  Il s'engage dans le syndicalisme de sa profession. Aux élections du 18 octobre 1923, commis au Bureau de Poste de Lyon-Barre, il est candidat pour représenter le personnel au Conseil supérieur des PTT qui vient  d'être institué. Il y est élu dans le groupe 2 (agents) et y est désigné membre suppléant de ce Conseil supérieur des PTT. Il y représente le Syndicat national des agents, une des organisations constitutives de la fédération postale CGT. Il y siège jusqu'aux élections du 8 janvier 1925. Il participe ensuite à diverses commissions régionales paritaires au sein de l'Administration des PTT, comme élu de la Fédération postale.

### Le résistant
Inspecteur des postes à Mâcon (71) lors de l'Armistice de juin 1940, il se livre très vite « à une intense activité de propagande notamment par tracts ». Il est muté receveur principal à Valence, où il est membre de Résistance PTT et « joue un rôle très important dans la lutte contre l’occupant ; du contrôle des centres nerveux des transmissions des Allemands au stockage d’armes et de munitions dans les locaux mêmes de la recette principale en passant par la formation d’équipe de sabotage », rien n’échappe à l’activité de Paul Gateaud qui rend à la Résistance d’éminents services. Il est arrêté le 22 mai 1944 par la Gestapo, conduit à Lyon où il ne trahit aucun secret malgré la torture. Il est fusillé le 9 juin 1944 à Communay (Isère).
 Sa fiche militaire indique : A servi dans les FFC du 1-1-1943 au 21-5-1944, Fusillé par les Allemands le 9-6-1944. "Mort pour la France".

### La mémoire
Un timbre de la série « Héros de la Résistance » commémorant son exécution a été édité le 22 avril 1961 par l'administration des PTT. Une oblitération « premier jour » a été réalisée à Ozolles à cette occasion. Une plaque commémorative est installée à la Recette principale de La Poste de Mâcon et porte l'inscription : Paul Gateaud résistant et patriote fusillé à Communay (38) le 9 juin 1944 victime de la barbarie nazie.
La place principale du village d'Ozolles, dont Paul Gateaud est natif, près de l'école communale et de l'ancienne poste, porte son nom sur une plaque.